# Димитър Кенков
Димитър Панайотов Кенков е български строителен предприемач и търговец.

## Биография
Димитър Кенков е роден в 1870 година в костурското село Дъмбени, тогава в Османската империя. През 1895 година се преселва във Варна.
Занимава се със строителство и търговия. Деец на Варненското македонско дружество. При избухването на Балканската война е македоно-одрински опълченец. Дългогодишен общински съветник, през 1933 година е назначен за помощник кмет на Варна. Собственик е на кораб „Македония“ от 1932 до 1941 година. В същата година, малко след като го продава, вече под ново име кораб „Струма“, превозвайки еврейски бежанци, е потопен в Черно море.
Негов племенник е Панайот Кенков, режисьор и сценарист, един от пионерите на българското кино.